# Радчук Віталій Дмитрович
Віта́лій Дми́трович Радчу́к — український перекладач і теоретик перекладу, мовознавець, публіцист. Кандидат філологічних наук, доцент кафедри теорії і практики перекладу з англійської мови Інституту філології КНУ імені Тараса Шевченка. Член НТШ (Донецьке відділення НТШ).

## Навчання та стажування
1980 захистив кандидатську дисертацію «Проблема вірності художнього перекладу».
1993—1996 — докторант (дисертація «Переклад як інтерпретація»). 1994 — двічі дослідник-стипендіат (в університетах Лондона та Валії).
Перше стажування — в Ілінгському технічному коледжі (1975, тепер Університет Долини Темзи), останнє — в Університеті Страсбурга (1997).

## Викладацька робота
Доцент Інституту філології Київського національного університету імені Тараса Шевченка (кафедра теорії і практики перекладу з англійської мови).
Викладає теорію і практику перекладу та інші перекладознавчі курси (також у НаУКМА та інших вищих навчальних закладах — за сумісництвом).

## Наукова робота
Науковий співробітник відділу соціолінгвістики Інституту української мови НАН України.
Автор понад 100 студій перекладу, мови й мовної політики.
Відповідальний секретар редколегії наукового журналу «Теорія і практика перекладу» (1982—1990, упорядкував і видав 10 томів).
2001—2003 — член Фахової ради з філології у справі ліцензування закладів вищої освіти.
Член науково-технічної комісії з питань термінології при Держстандарті України.
Член Експертної ради при Держкомінформі з формування національної програми випуску суспільно-необхідних видань.
Перекладач-синхроніст, має опубліковані переклади, зокрема художні.
2001—2002 — старший науковий співробітник Лінгвістичного музею університету ім. Т. Шевченка (за сумісництвом).

## Володіння мовами
Робочі мови: українська, англійська, російська, французька, італійська. Читає іспанською, португальською, польською, білоруською, болгарською.

## Громадська робота
Від 1989 голова Товариства української мови Київського університету. 1990—1992 — член Центрального правління Товариства української мови «Просвіта». Видавець газети «Слово» (1989—1990).
1990—1994 — депутат Київської міської ради (працював ц комісії з національних і мовних питань).
Член редколегій газет «Київський університет» і «Студентський вісник».
Працював для Комісії художнього перекладу Національної спілки письменників України й у складі Наглядової ради Міжнародного дитячого конкурсу з української мови імені Петра Яцика.
Голова Громадського благодійного фонду імені Ігоря Білозора.
2004 Радчука прийнято до Товариства білоруської мови імені Франциска Скорини.